# 青銅の蛇

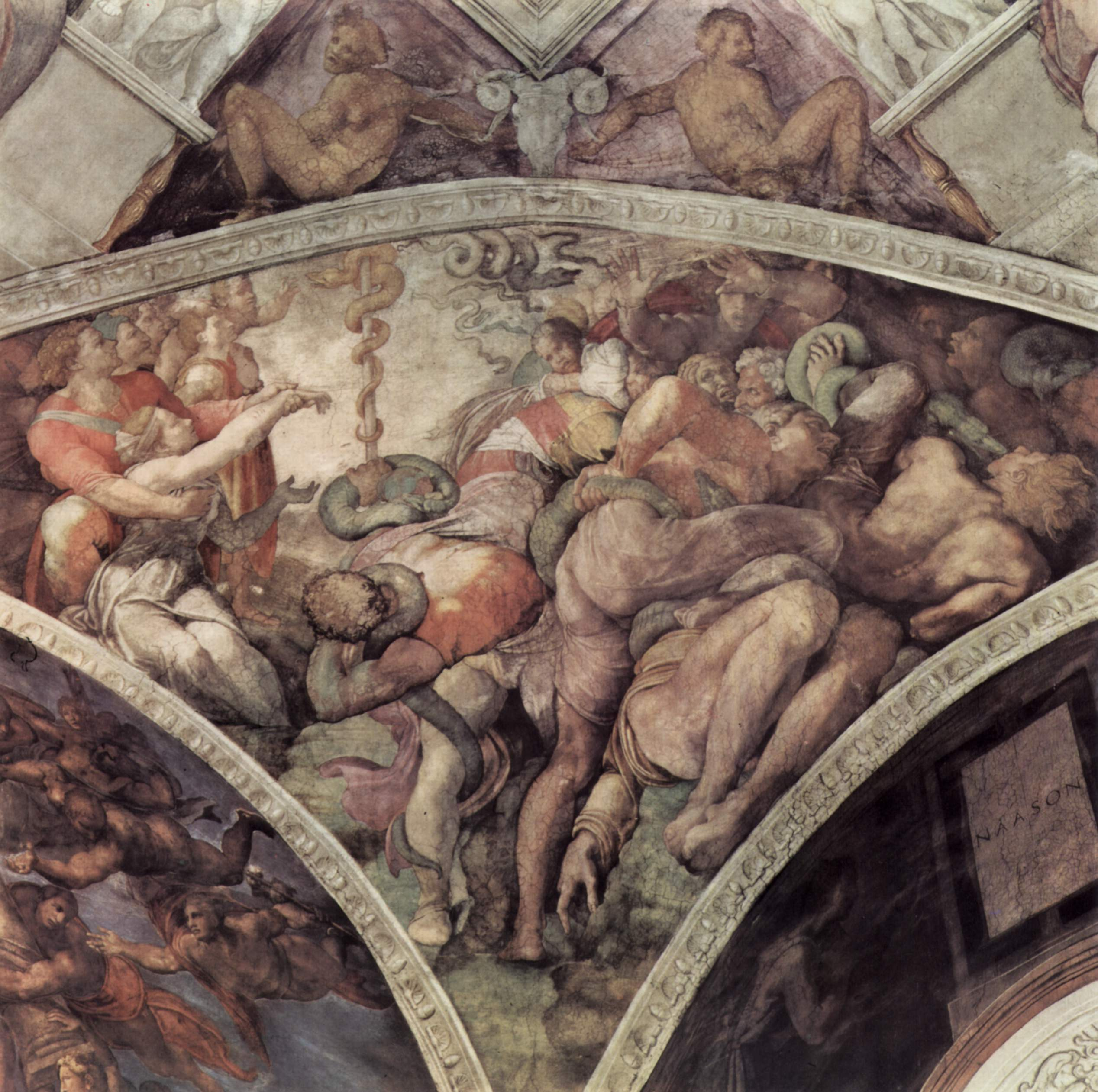
ミケランジェロがシスティナ礼拝堂に描いたモーセと青銅の蛇のエピソード。

青銅の蛇（せいどうのへび、ヘブライ語: נחש הנחושת、נחושתן）は、『ヘブライ語聖書』『旧約聖書』の「民数記」21章4-9に登場する銅像である。英語の「ネフシュタン」という語で呼ばれることもある。

## 概説
「民数記」では、エジプトを離れたイスラエル人の一行が葦の海の途中までやってきたときに、苦しみに耐えかねて不平を言った。そこで神は炎の蛇（毒蛇）を送ったので、かまれた人々の中から死者が出た。民がモーゼに許しを願うと、モーゼは神の言葉に従って青銅で蛇を作り旗ざおの先に掲げた。この蛇を見たものは炎の蛇にかまれても命を永らえた。
| 「 | 民は神とモーゼに逆らって言った。「なぜ、あなたがたは私たちをエジプトから連れのぼってこの荒野で死なせようとするのか。パンもなく、水もない。私たちはこのみじめな食物に飽き飽きした。」 そこで主は民の中に燃える蛇を送られたので、蛇は民にかみつき、イスラエルの多くの人々が死んだ。民はモーゼのところへ来て言った。「私たちは主とあなたを非難して罪を犯しました。どうか蛇を私たちから取り去ってくださるよう、主に祈ってください。」モーゼは民のために祈った。すると、主はモーゼに仰せられた。「貴方は燃える蛇を作り、それを旗さおの上につけよ。すべてかまれた者は、それを仰ぎ見れば、生きる。」 モーゼは一つの青銅の蛇を作り、それを旗ざおの上につけた。もし、蛇が人をかんでも、その者が青銅の蛇を仰ぎみると、生きた。（新改訳：「民数記」21.5-21.9） | 」 |

しかし、「列王記」下18:4では、ユダ王国のヒゼキヤ王の時代に、それまで人々が香をたいて崇拝していた青銅の蛇がアシェラ像とともに打ち壊された。
| 「 | 彼はすべて父祖ダビデが行なったとおりに、主の目にかなうことを行った。彼は高き所を取り除き、石の柱を打ち壊し、アシェラ像を切り倒し、モーゼの作った青銅の蛇を打ち砕いた。そのころまでイスラエル人はこれに香をたいていたからである。これはネフシュタンと呼ばれていた。（新改訳：「列王記 Ⅱ」18.3-18.4） | 」 |

## 祭礼・復活の象徴

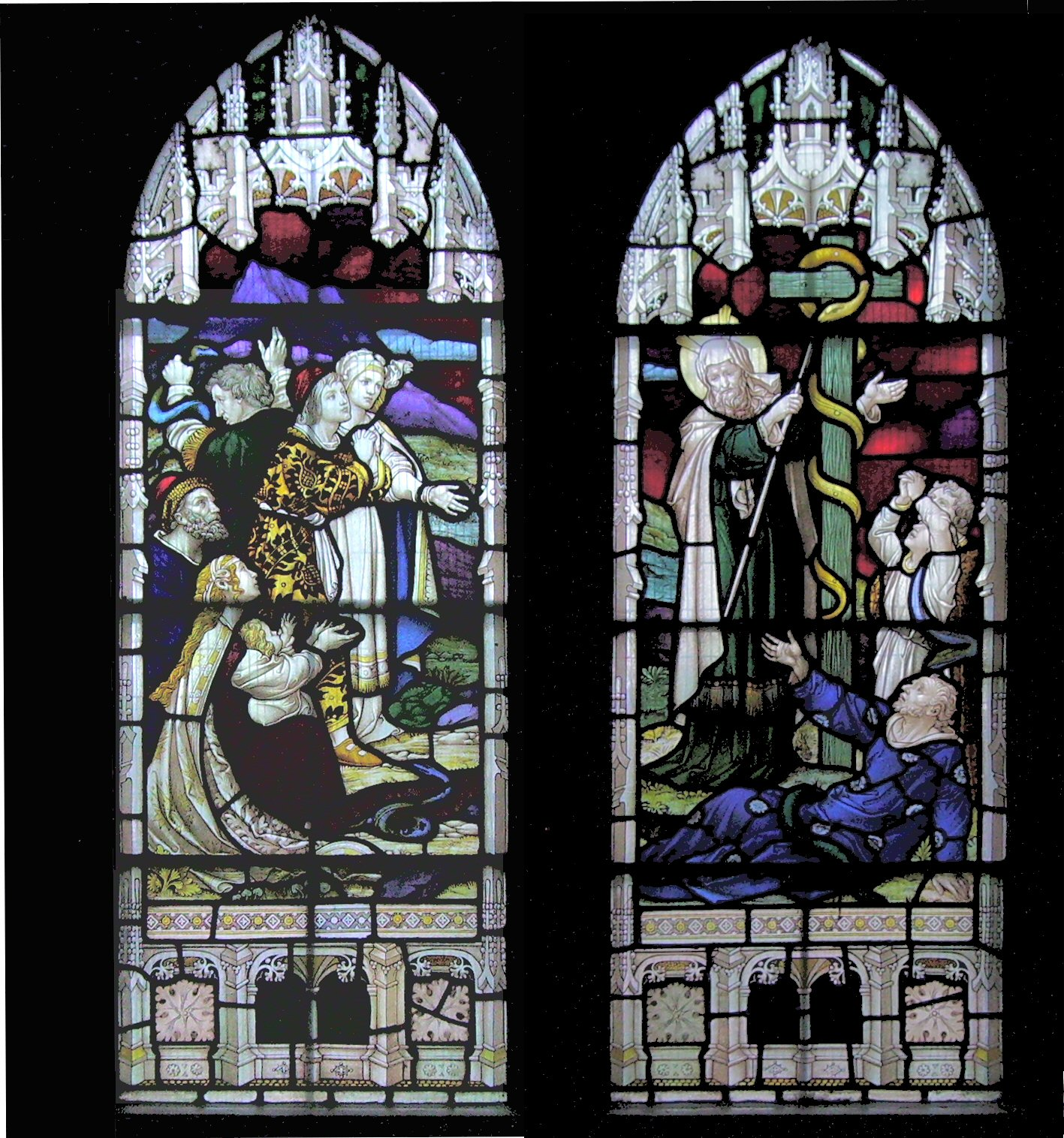
旗ざおの先にからまる蛇。竿とはいえ、十字架となっている。

モーゼが青銅の蛇を作ったエピソードから、彼の時代すなわち紀元前13世紀頃に、ユダヤ人にとって蛇が信仰の対象であったことが推定できる。また、ユダ王国のヒゼキヤ王の時代にこの青銅の蛇が破壊されているが、紀元前2世紀に作られたヤーウェの浮き彫りの中にはヤーウェの体の一部が蛇になっているデザインのものがあり、蛇への信仰が残っていたことが推定できる。
また、蛇は、右の絵から分かるように、キリスト教徒にとっては癒しと罪を肩代わりしたキリストの象徴（予型）でもある。そして、脱皮することから復活の象徴でもある。蛇は不死や治癒、罪からの癒しの象徴であり、失楽園の蛇のような原罪の象徴だけとは限らないのである。ゆえに、『新約聖書』の「ヨハネによる福音書」3:14 では、ニコデモとイエスの対話の中でこの青銅の蛇がたとえとして用いられる。イエスはかかげられた青銅の蛇のように「人の子もあげられなければならない」と語っている。
それどころか、正教会の主教が用いる権杖はこの青銅の蛇をモチーフにした杖を使用している。したがって正教会では、イエスの復活のみならず、権威の象徴でもあるのである。
なお、正教会からは異端とみなされたグノーシス派は、蛇への信仰を受け継いでいた。特にオピス派（オピスはギリシア語で「蛇」の意）は、ウロボロスの蛇をシンボルとしていた。

## フィクション作品への影響
青銅の蛇を題材にした、ティム・ラヘイ、グレッグ・ディナロによる小説『秘宝・青銅の蛇を探せ』（原題：英: Babylon rising）は、米国では大ベストセラーとなった。この小説は日本では公手成幸訳により2005年5月に扶桑社より刊行されている（扶桑社ミステリー バビロン・ライジング。上巻：ISBN 978-4-594-04960-7、下巻：ISBN 978-4-594-04961-4）。

## ギャラリー

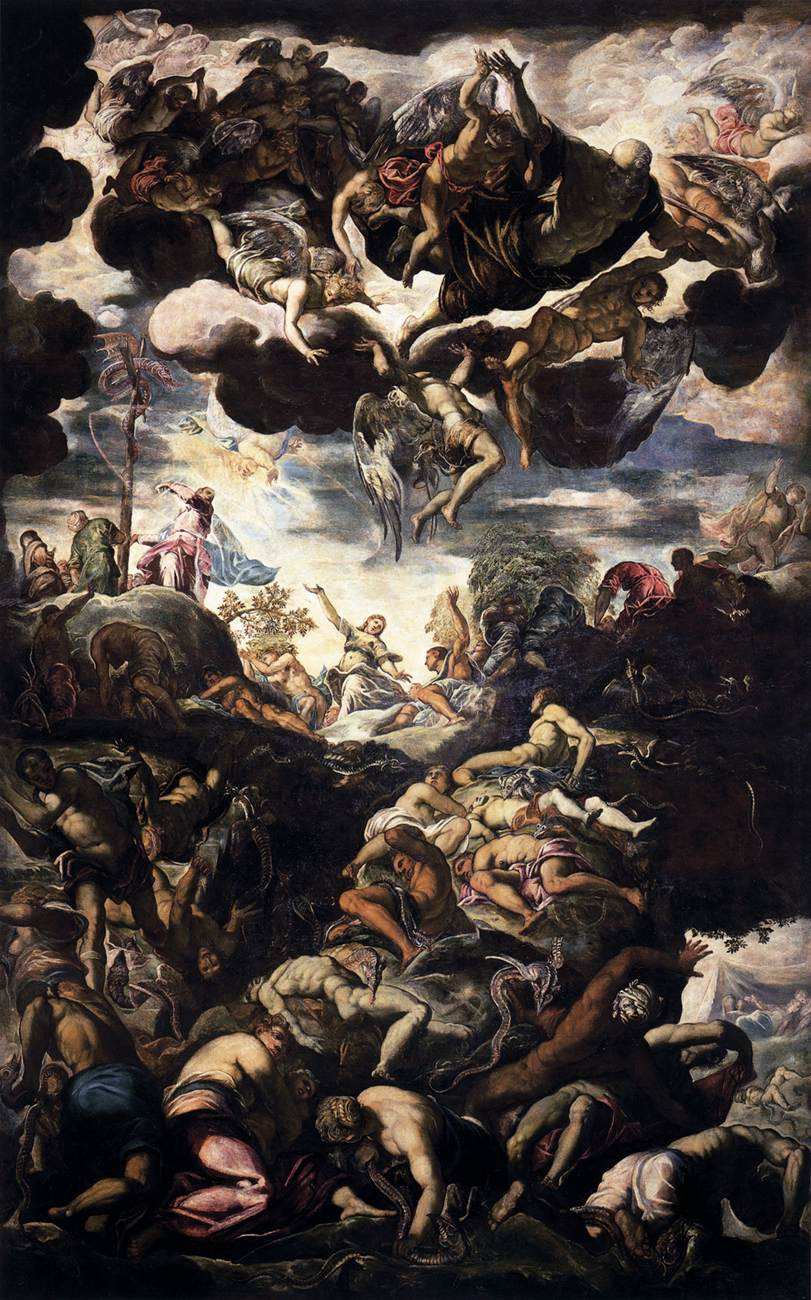
ティントレット『青銅の蛇』1575年から1576年の間 サン・ロッコ大同信会所蔵
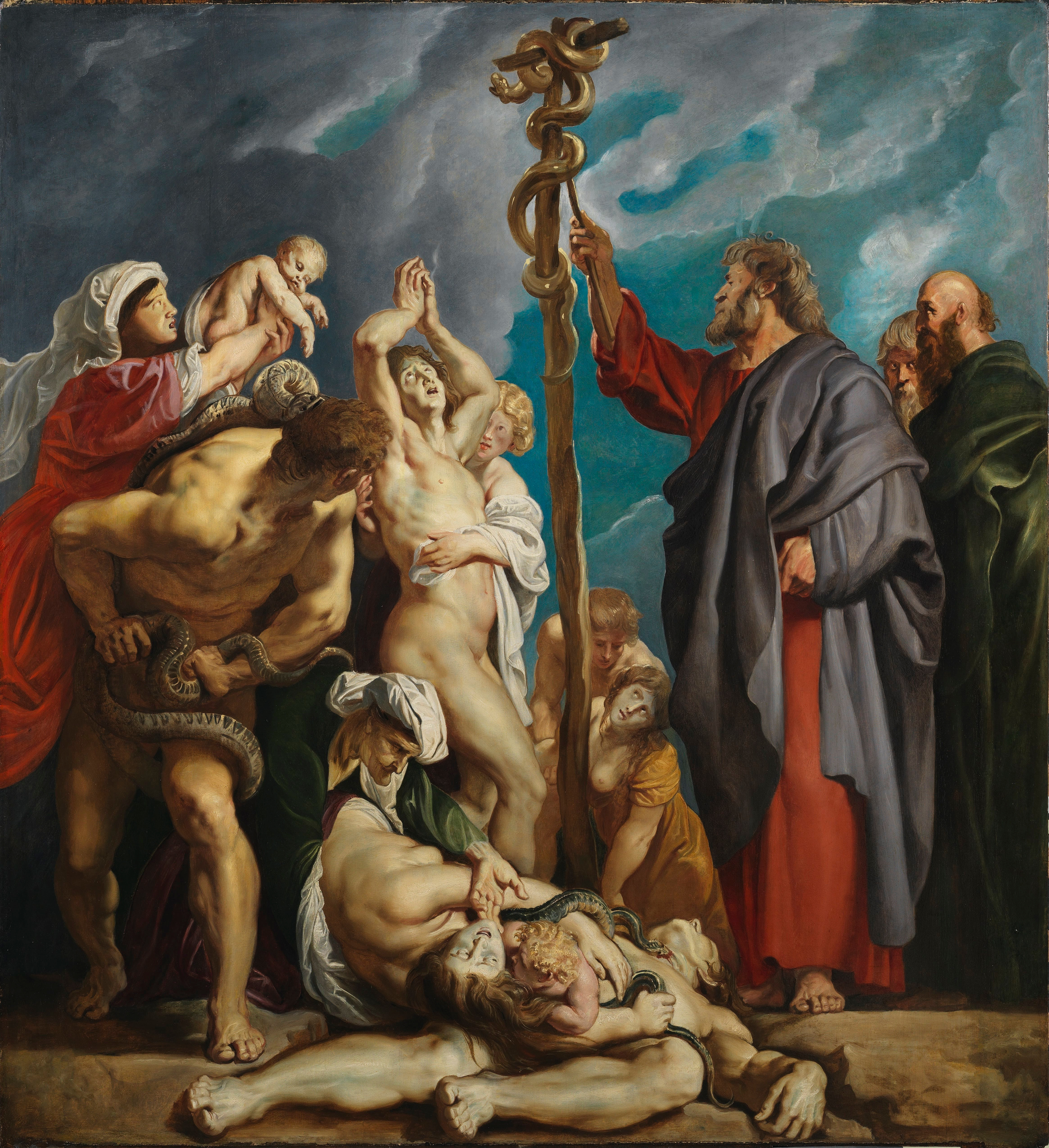
ピーテル・パウル・ルーベンス『モーセと青銅の蛇』1610年-1612年頃 コートールド美術研究所所蔵
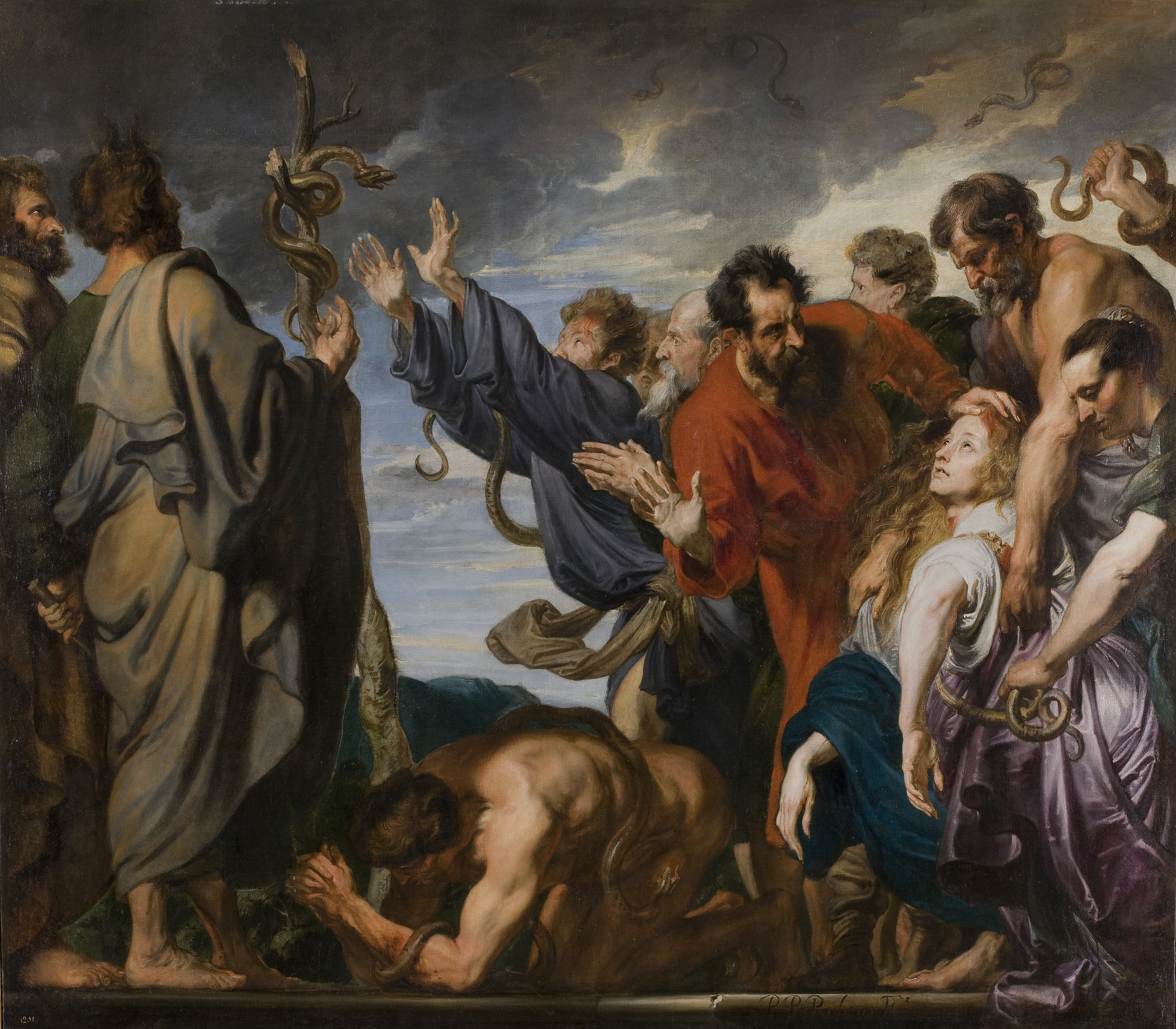
アンソニー・ヴァン・ダイク『青銅の蛇』1618年-1620年頃 プラド美術館所蔵
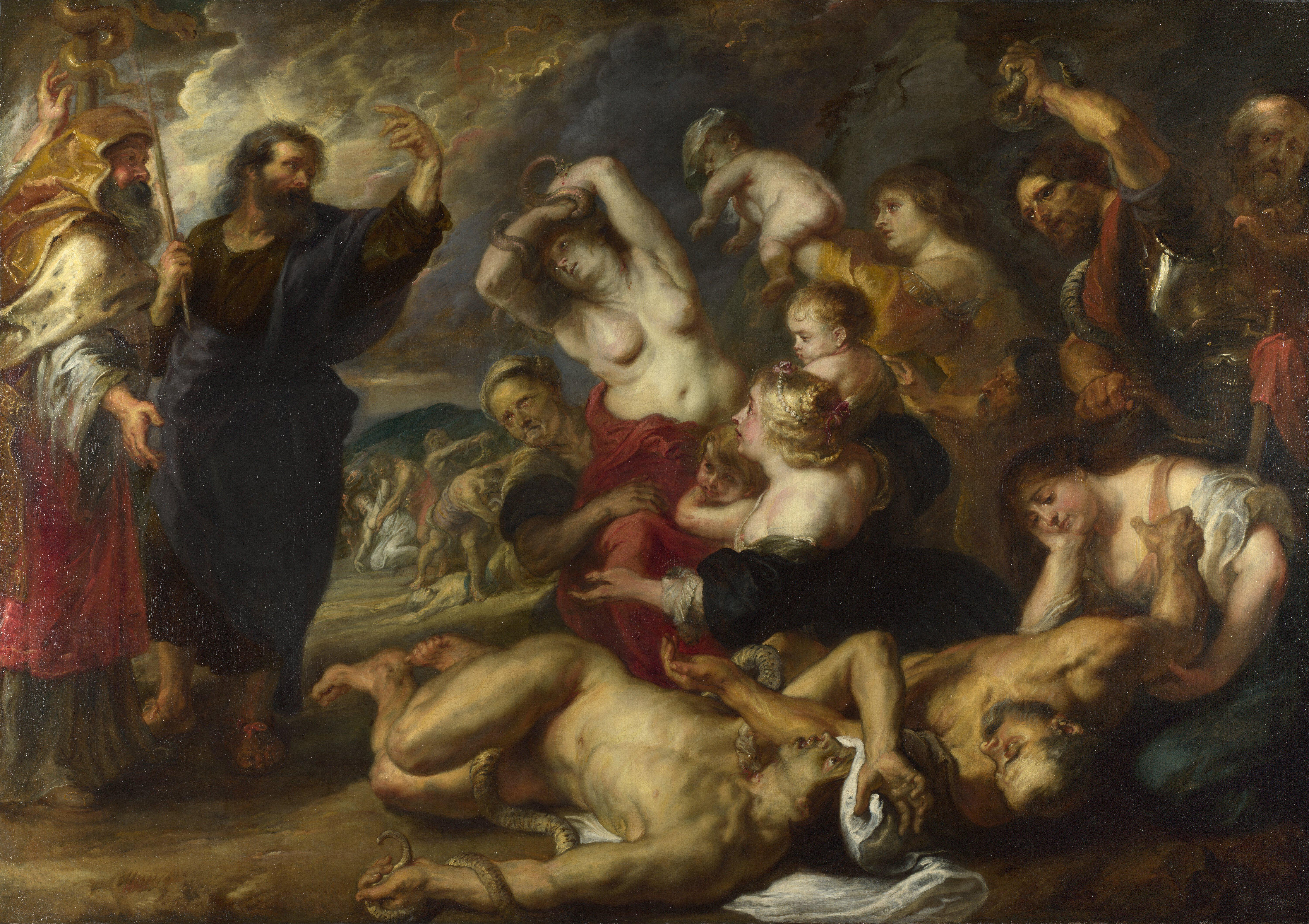
ピーテル・パウル・ルーベンス『青銅の蛇』1635年-1640年頃 ロンドン・ナショナル・ギャラリー所蔵